# Castelo Viegas
Castelo Viegas is een plaats (freguesia) in de Portugese gemeente Coimbra en telt 1 771 inwoners (2001).